# Híres makóiak listája
Ez a szócikk azokat az ismert személyiségeket sorolja fel, akik Makó városában születtek,  illetve más módon kapcsolódnak a városhoz.

## A város szülöttei

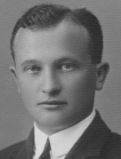
Bálint Nagy István

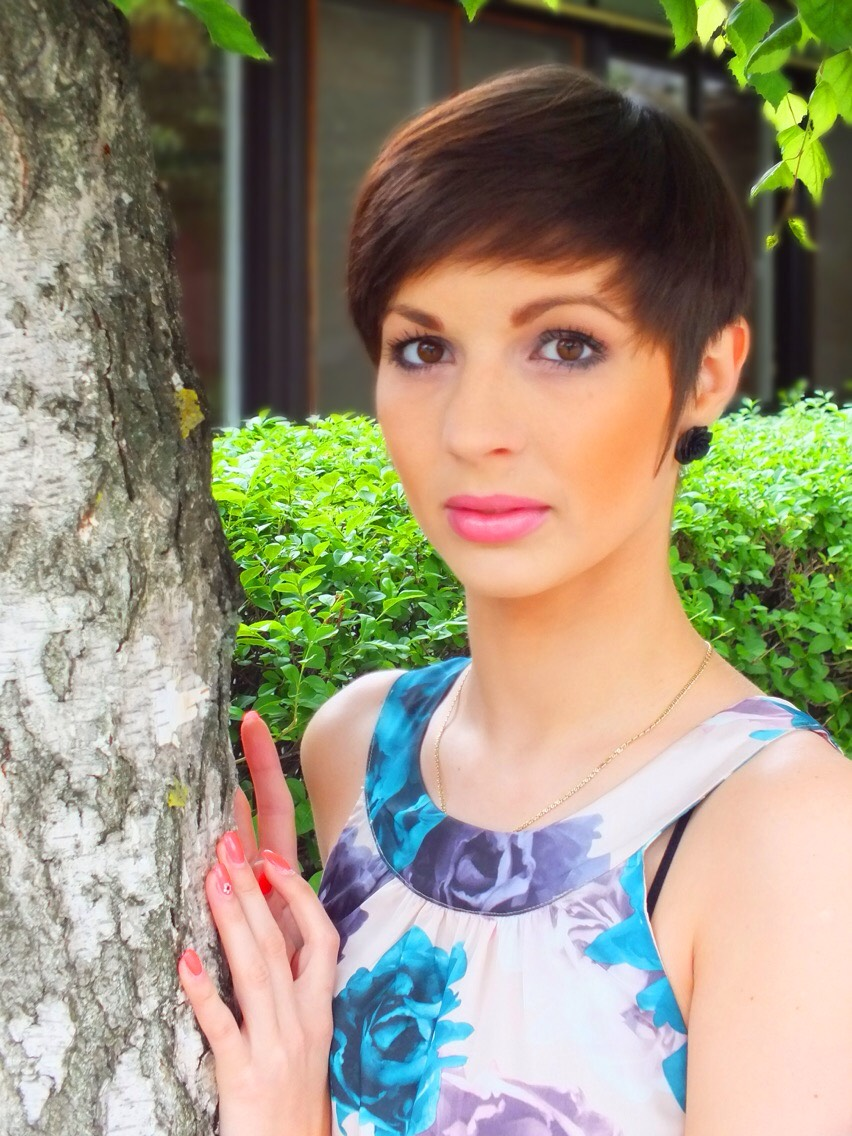
Barát Enikő

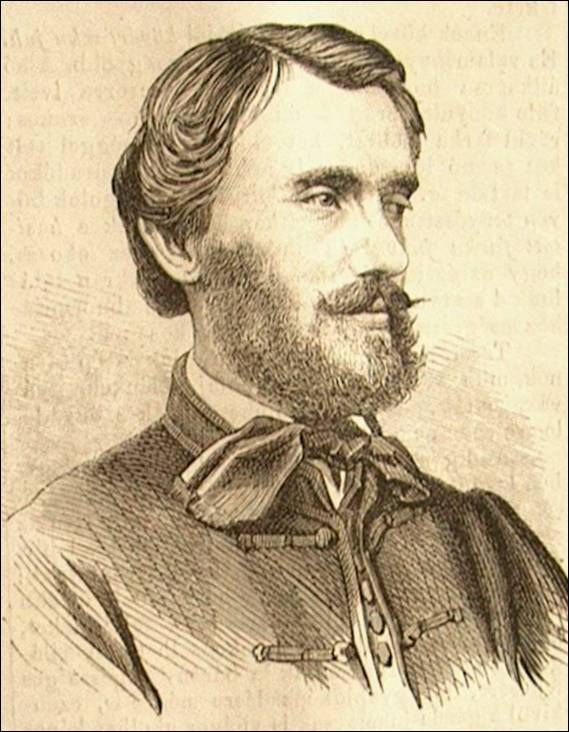
Cseresnyés István

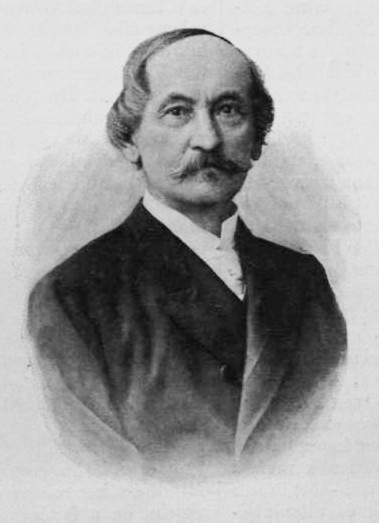
Dobsa Lajos

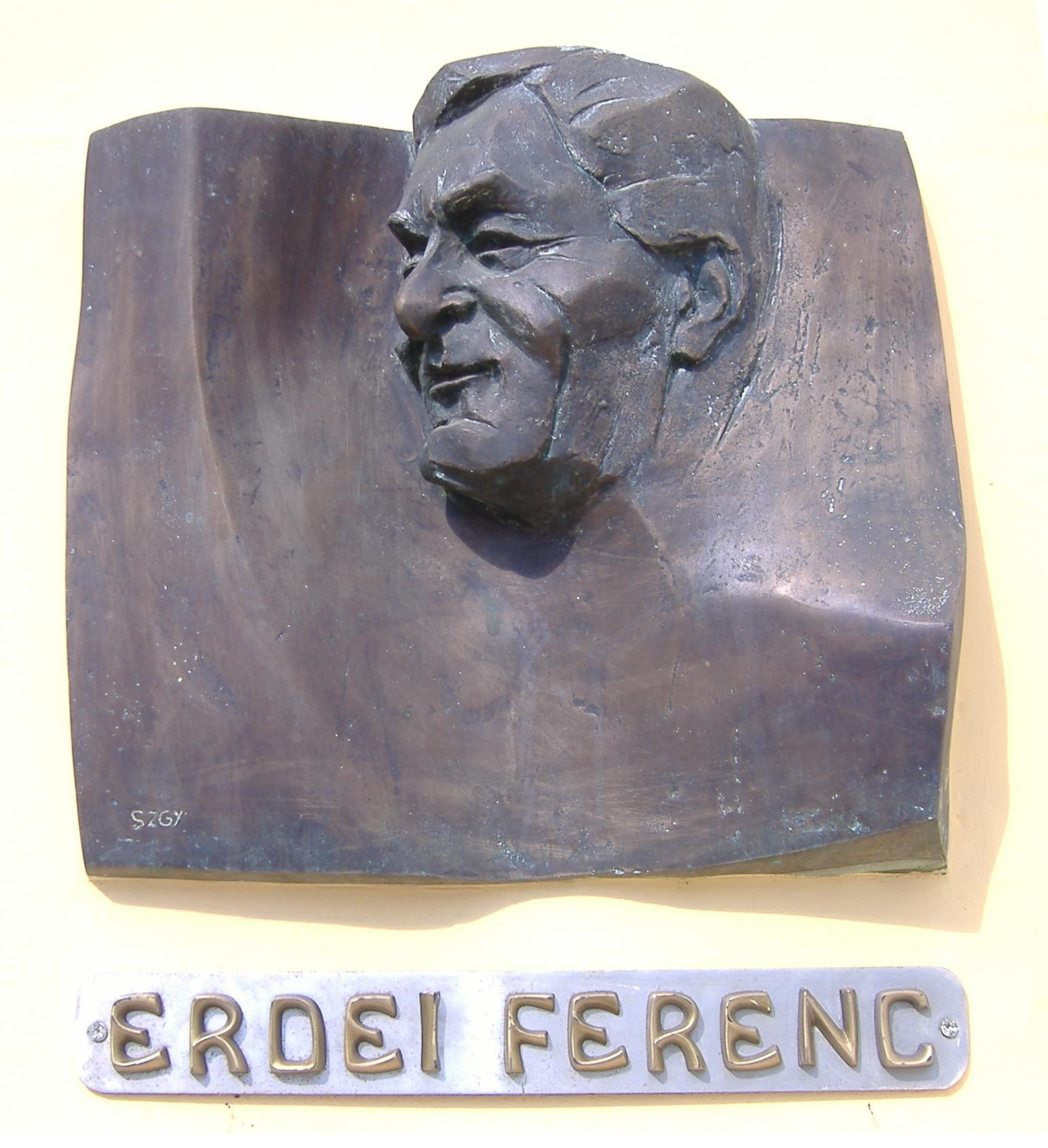
Erdei Ferenc

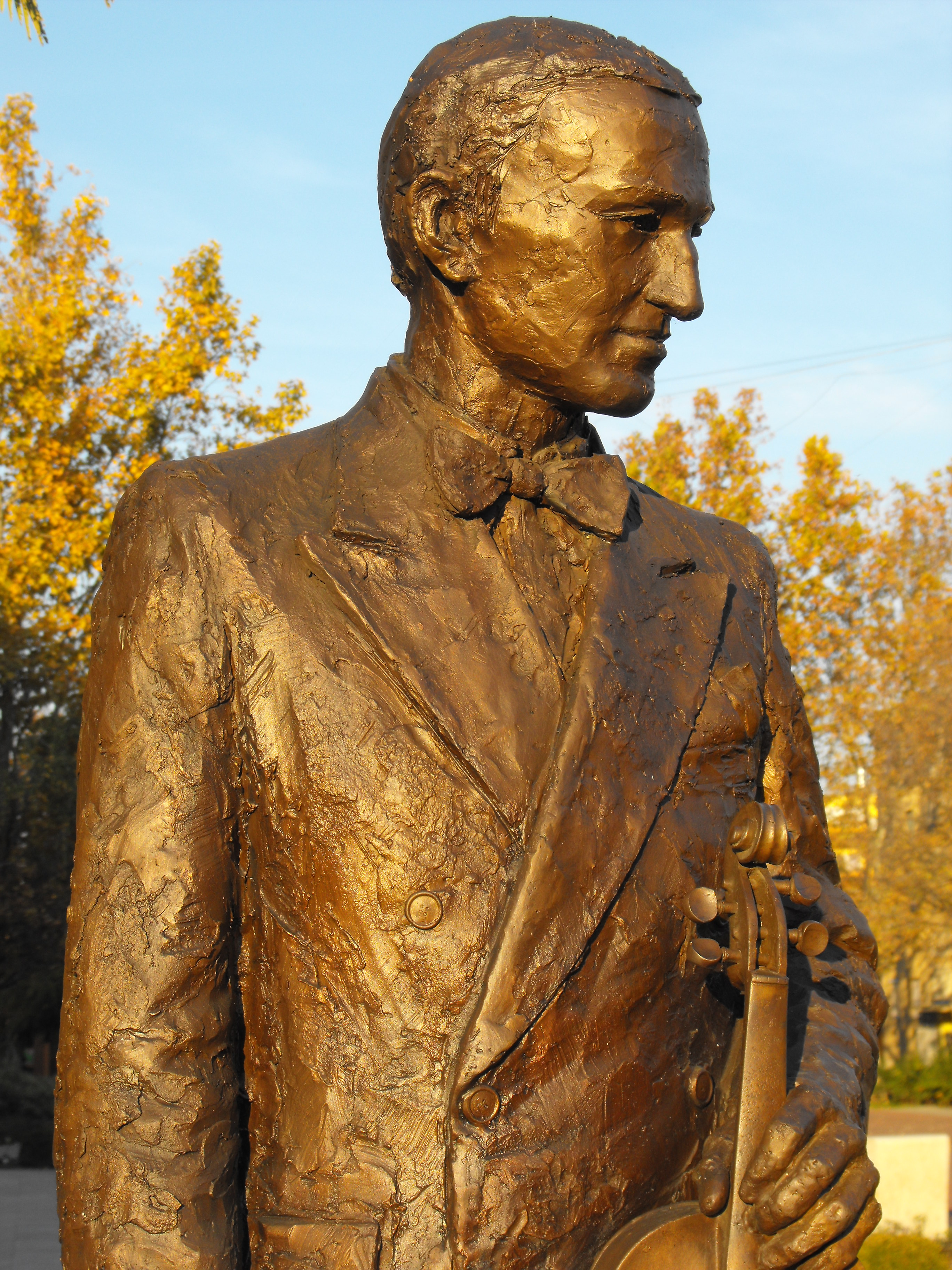
Fátyol Mihály

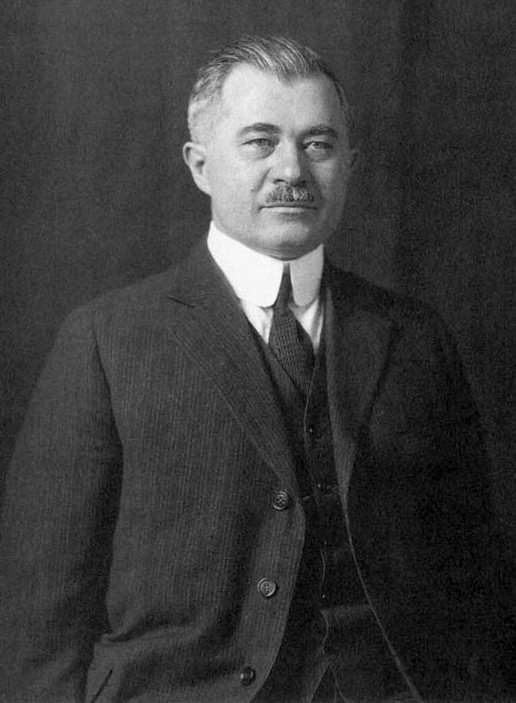
Galamb József

Hervay Gizella

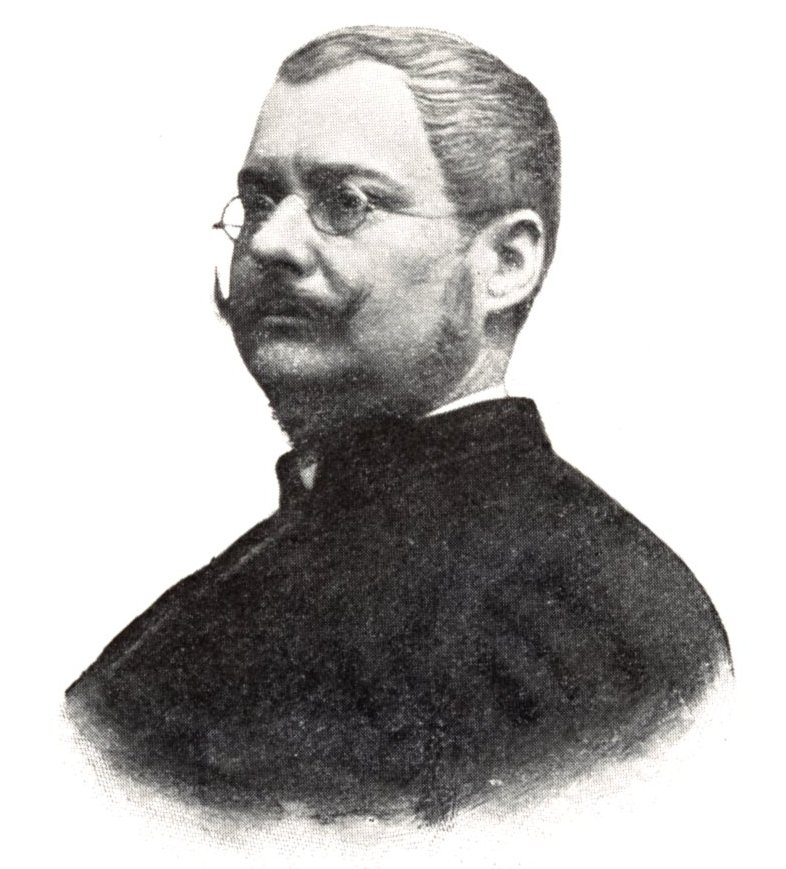
Kecskeméti Ferenc

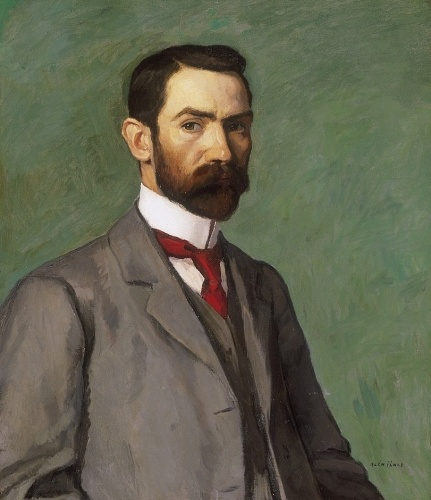
Kléh János

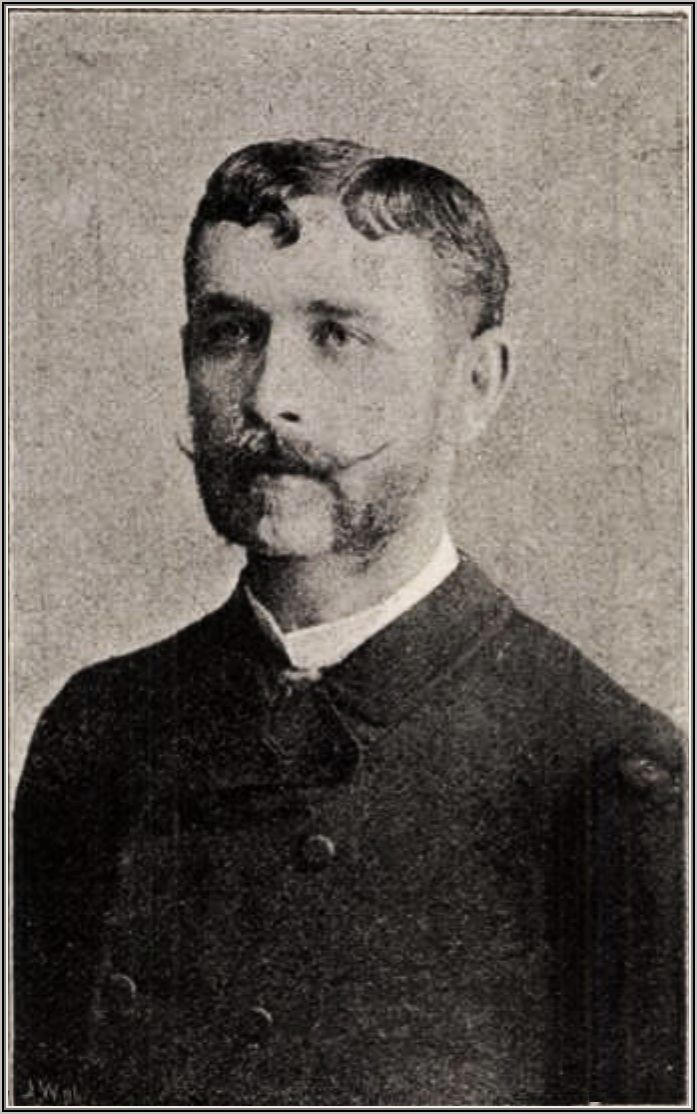
Kristóffy József

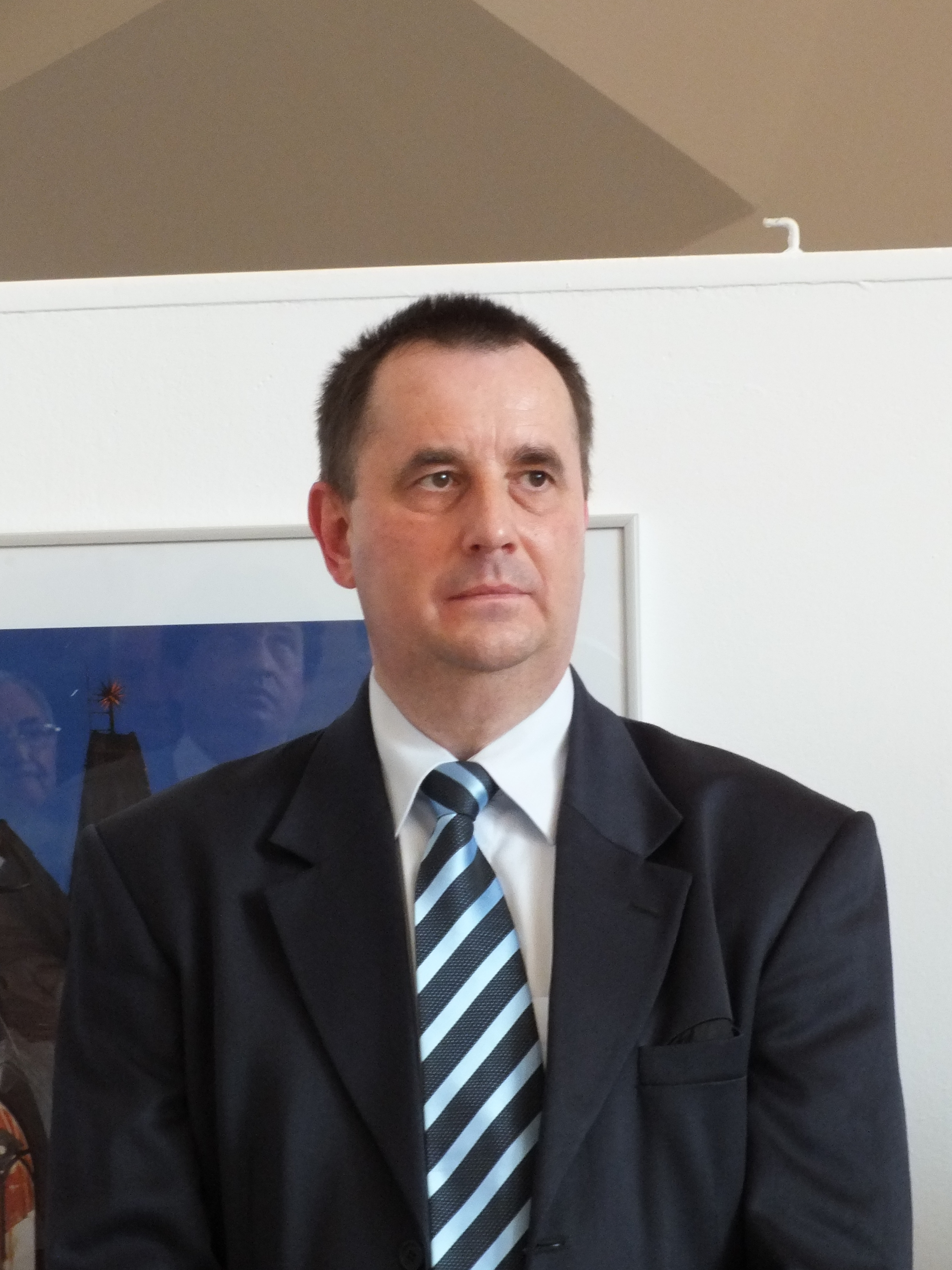
Marosvári Attila

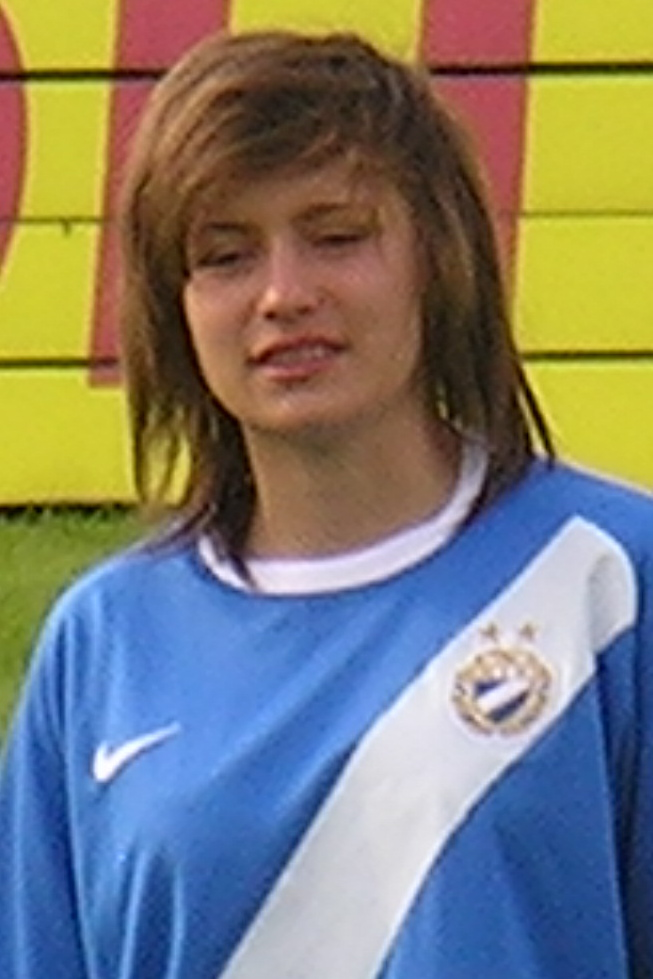
Nagy Alexandra

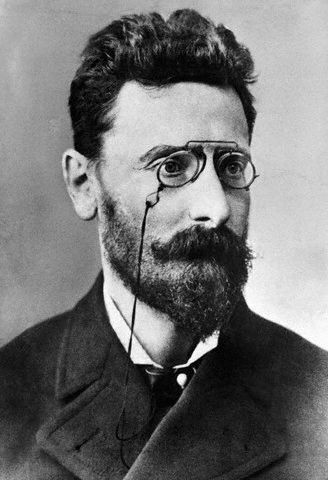
Pulitzer József

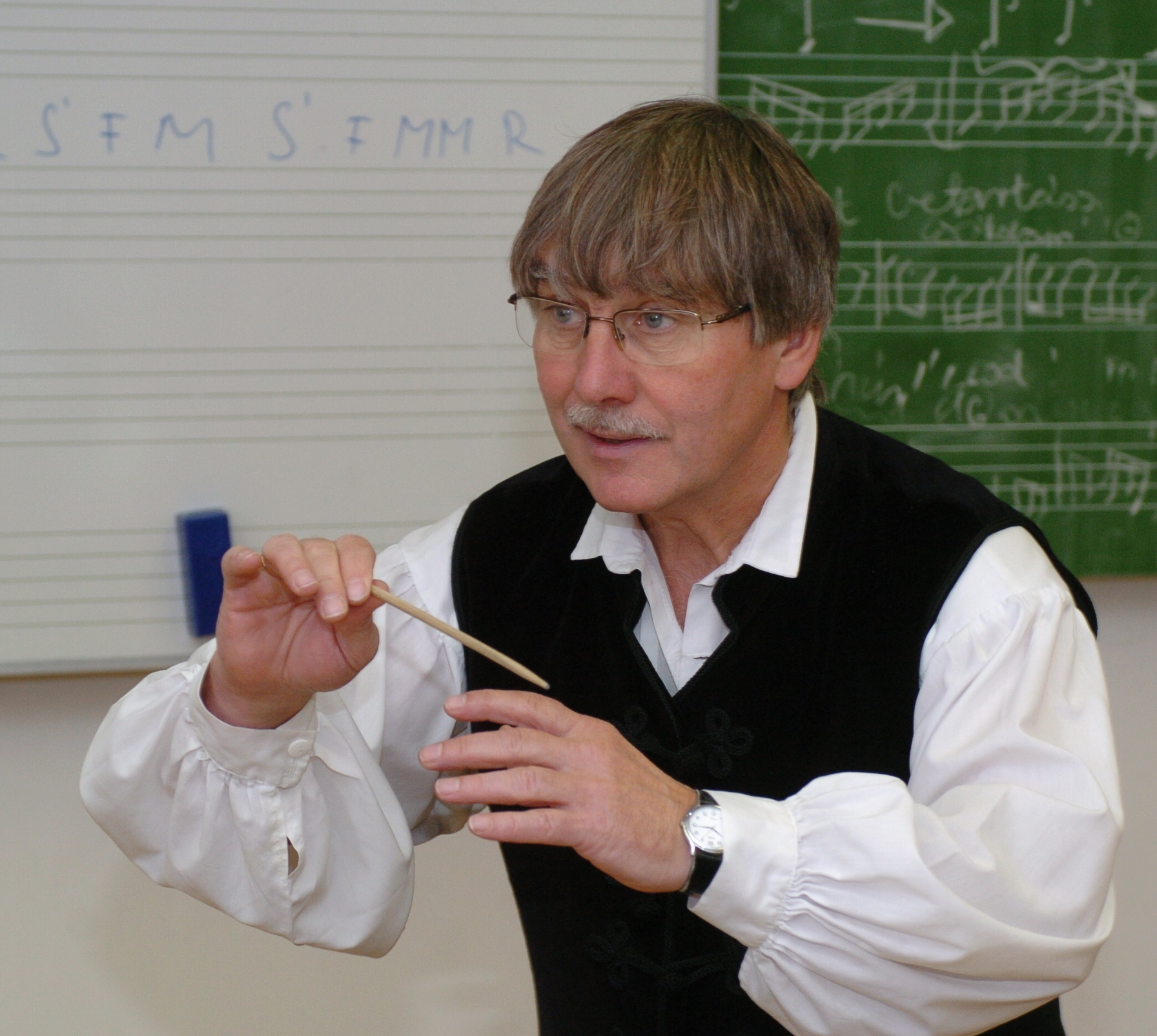
Szabó Dénes

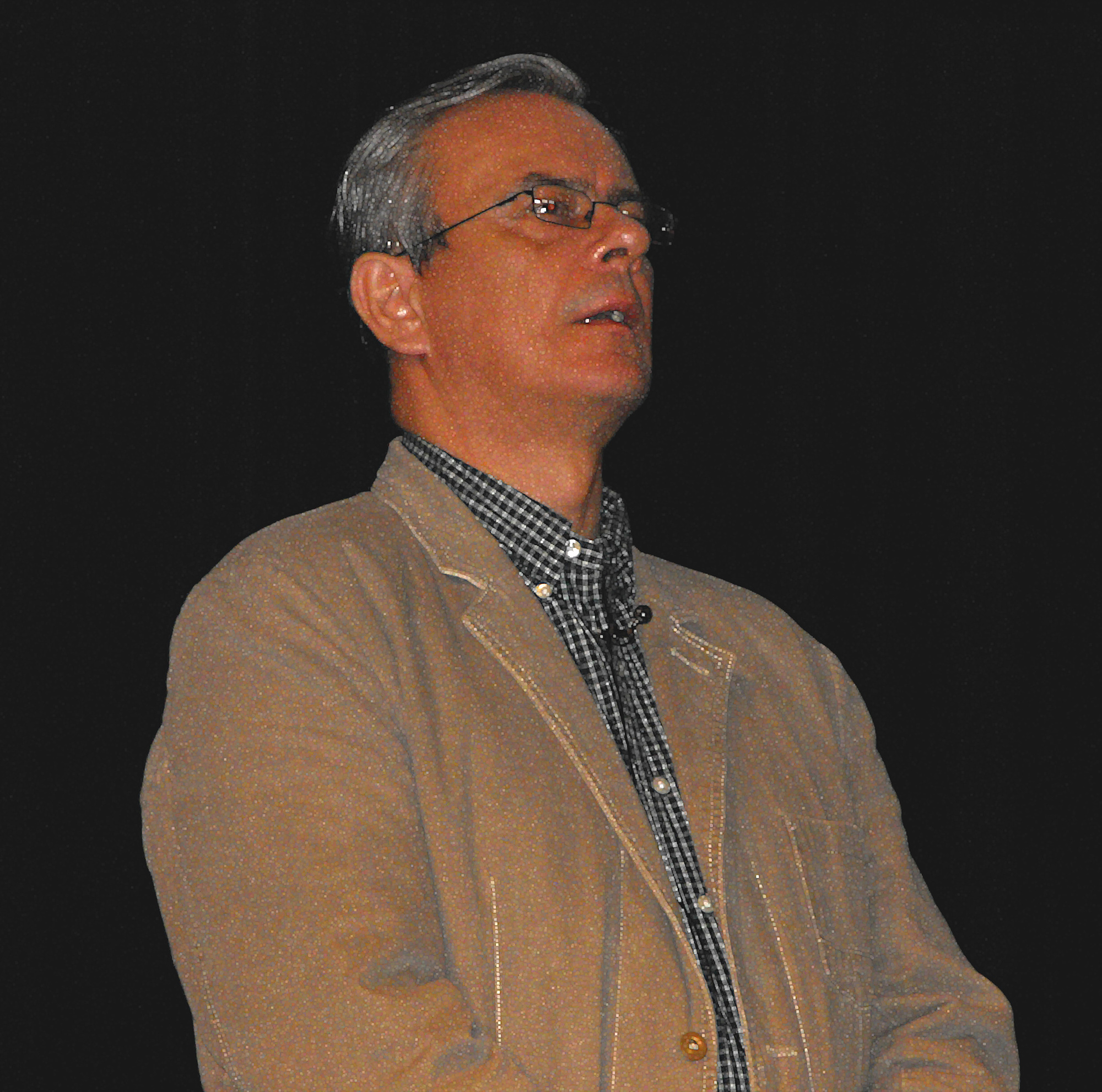
Szalma Tamás

Szirbik Antal

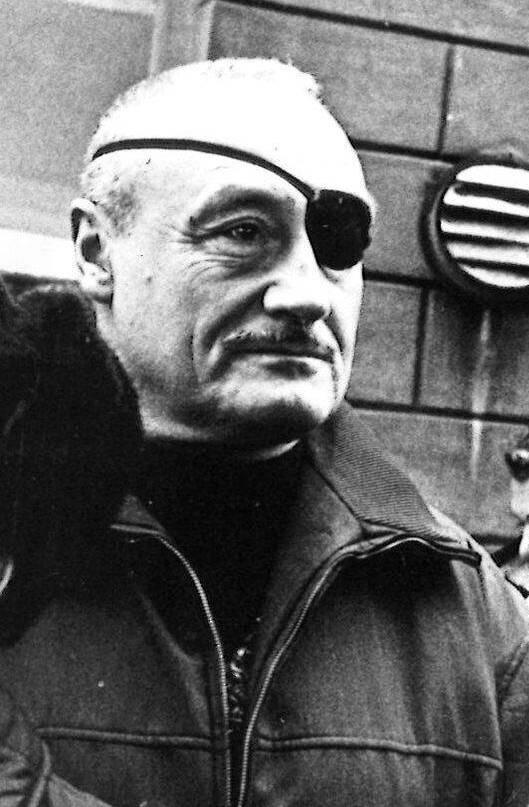
Tóth Endre

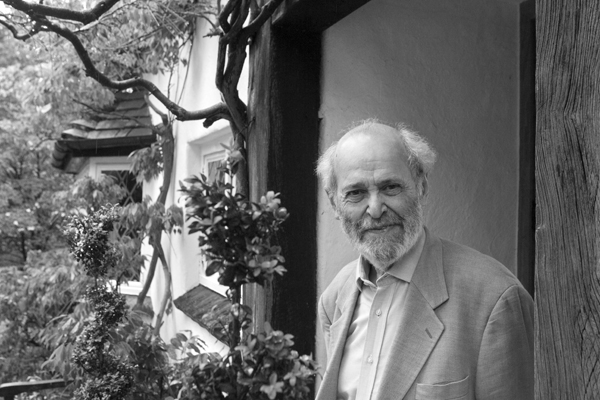
Vermes Géza

- Abaffy László (1906–1975) újságíró, műfordító;
- Adler Péter (1910–1983) fogorvos, egyetemi tanár;
- Almási Gyula Béla (1908–1976) festőművész, grafikus;
- Andor Károly (1877–1948) tanár, író;
- Antal József (1912–1998) sportvezető, egyetemi tanár;
- Apjok József (*1939) kémikus;
- Babos Imre (1901–1979) erdőmérnök, egyetemi tanár;
- Balázs István Balázs (*1985) operatőr;
- Bálint Ferenc (1887–1973) állatorvos;
- Bálint Nagy István (1893–1931) orvostörténész;
- Balogh Anita (*1965) keramikus;
- Balogh Tibor (*1948) filozófus, egyetemi tanár;
- Bánhidy Béla (1836–1890) politikus, országgyűlési képviselő;
- Bánki M. Csaba (*1947) pszichiáter, pszichofarmakológus;
- Bánszky Mihály (1870-1943) építési vállalkozó, építész;
- Barát Enikő (*1988) táncművész, táncpedagógus;
- Bárdos Pál (1936–2017) író, dramaturg;
- Baróti Lajos (1858–1938) író, irodalomtörténész;
- Batka István (1896–1971) orvos, reumatológus;
- Bátori Éva (*1963) operaénekesnő;
- Békési Béla (1926–1958) orvostanhallgató, 56-os elítélt;
- Bencze Béla (1929–2012) orvos;
- Benczik Judit (*1956) grafikus;
- Berek Kati (1930–2017) a Nemzet Színésze;
- Béres György (*1928) zenepedagógus érseki tanácsos, katolikus pap
- Bíró Annamária (1951–1998) fazekas, népművész;
- Bíró Béla (1899–1982) művészettörténész, egyetemi oktató;
- Bodzássy István (1887-?) festőművész;
- Broda Béla (1877–1961) pedagógus;
- Brutyó János (1911–1987) kommunista pártmunkás, szakszervezeti vezető;
- Brutyó Mária (*1955) festő-restaurátor;
- Budai Zoltán (*1935) vegyészmérnök;
- Bürgés György (*1940) agrármérnök;
- Cs. Papp József (1858–1917) bölcseleti doktor, állami felső leányiskolai tanár, irodalomtörténész, műfordító;
- Csaba Rezső (1903–1955) építész, építészeti szakíró, lapszerkesztő;
- Csapó Attila (*1987) színművész;
- Cseh Antal (*1978) operaénekes;
- Csepregi Imre (1876–1954) pápai kamarás és prelátus, szentszéki bíró;
- Cseresnyés István (1837–1866) jogász, újságíró;
- Csipak Lajos (1886–1960) pap, főgimnáziumi tanár, tiszteletbeli kanonok, politikus, országgyűlési képviselő;
- Csorba János (1897–1987) ügyvéd, lapszerkesztő, Budapest főpolgármestere;
- Csutak Kálmán (1820–1896) honvédezredes az 1848–49-es forradalom és szabadságharcban;
- Dr. Dán János (*1953) magyar állatorvos, politikus, országgyűlési képviselő;
- Dedinszky Aranka (1836–1920)
- Dedinszky József (1823–1876) politikus, országgyűlési képviselő;
- Dégi István (1935–1992) színművész;
- Degré Ignác (?-1847) gyógyszerész;
- Diós Sándor (1896–1973)
- Diósszilágyi Sámuel (1882–1963) orvos, röntgenprofesszor;
- F. Diósszilágyi Ibolya (1918–2006) költő;
- Dobsa Lajos (1824–1902) színész, drámaíró;
- Dragon Zoltán (*1975) digitális kultúra- és filmelmélet kutató, egyetemi tanársegéd;
- Draskóczy Ede (1891–1945) ügyvéd, tanulmányíró;
- Eckhardt Tibor (1888–1972) politikus, országgyűlési képviselő;
- Eckmayer József (19. század) hivatalnok, író;
- Eisenstein Jakab (1847–1918) orvos;
- Elek Margit (1914–1979) sorozatgyilkos;
- Enyedi Zoltán (1939–2009) fotóriporter;
- Eperjessy Géza (1926–1998) történész, egyetemi tanár;
- Erdei Attila (*1961) világbajnok mesterhorgász;
- Erdei Ferenc (1910–1971) agrárközgazdász, szociológus, politikus, az MTA tagja;
- Erdei János (1892–1990) mezőgazdász, gépészmérnök, a mezőgazdasági tudományok kandidátusa;
- Erdei János (1919–1997) olimpikon ökölvívó;
- Erdei Sándor (1915–1984) író, az Írószövetség főtitkára, művelődési miniszterhelyettes;
- Erdélyi Tibor (*1961) festőművész;
- Erdélyi Vazul (1794–1862) görögkatolikus püspök;
- Faredin Imre (1922–1997) klinikai vegyész, biokémikus, egyetemi tanár;
- Farkas Imre (1893–1955) politikus, országgyűlési képviselő;
- Fátyol Mihály (1909–1980) prímás;
- Fátyol Tivadar (1953–2014) zenész, dalszerző, forgatókönyvíró, producer;
- Fejes Pál (1931–2016) fizikai kémikus, alkalmazott matematikus;
- Fekete Sándor (1916–1973) bányamérnök;
- Fleischer Antal (1889–1945) karmester, korrepetitor, zeneszerző, zenetanár;
- Fodor Ilda (*1959) keramikus;
- Forgó Géza (*1965) történész-muzeológus, könyvtáros, szerkesztő;
- Gál Vera (*1942) textilművész;
- Galamb Ferenc (1892–1960) országgyűlési képviselő;
- Galamb József (1881–1955) gépészmérnök, a Ford Motor Company konstruktőre;
- Gaudi Márton (1970. március 31. –) szobrász és festő.
- Gazdag János (*1948) agrármérnök, országgyűlési képviselő;
- Gazdapusztai Gyula (1931–1968) ősrégész, egyetemi tanár;
- Gelléri András (1901–1968) újságíró, szerkesztő;
- Gera Gyula (1915–1968) rendőrtiszt, festő;
- Gera József (1896–1947) orvos, nyilas politikus, ideológus;
- Gilitze István (1785–1830) népköltő;
- Gonda László (1910–1985) tanár, történész;
- Gyenge Miklós (1893–1985) író, újságíró, lapszerkesztő;
- Gyömbér Gábor (*1988) labdarúgó;
- Hajnal Antal (1838–1907) mérnök, a fiumei kikötő tervezője;
- Halász Bálint (1940–2015) kertészmérnök, tudományos főmunkatárs;
- Halász Lajos (1874–1947) újságíró, lapszerkesztő, ügyvéd, miniszteri tanácsos, államtitkár (1918–1920) és országgyűlési képviselő;
- Halmágyi Pál (*1948) jogász, történész, makói múzeumigazgató (1988-2012);
- Herrich Károly (1818–1888) vízépítő mérnök, a Tisza-szabályozás felügyelője;
- Hervay Gizella (1934–1982) író, lapszerkesztő;
- Hidasi József (1926–2021) ornitológus;
- Horovitz Jenő (1877–1949) újságíró, tisztviselő, politikus, a Forradalmi Kormányzótanács tagja;
- Horváth István (1885–1941) történész;
- Horváth Kálmán (1926–2022) geodéta, egyetemi tanár;
- Jámbor Zoltán (1928–2019)
- János Andor (1893–1968) újságíró;
- Joó József (1891–1959) országgyűlési képviselő;
- Joó Rózsi (1900–1979) színésznő;
- Kádár Piroska (1899–1971) színésznő;
- Kanalas László (1923–1984) színész;
- Karsai Ildikó (*1954) grafikusművész;
- Kátai Tamás (*1975) zenész, költő;
- Katona Judit (1942–2011) író, költő;
- Kecskeméti Ferenc (1855–1916) református lelkész, országgyűlési képviselő;
- Kecskeméti György (1901–1944) író, újságíró;
- Kecskeméti Pál (1901–1980) politológus, történész és szociológus, író, újságíró;
- Kerek Ferenc (*1948) zongoraművész, professzor emeritus;
- Kiss Ernő (1868–1931) irodalomtörténész;
- Kiss Ernő (1894–1984) politikus, országgyűlési képviselő;
- Kiss Ernő (1925–2005) hegedűtanár, kántor, karnagy, korrepetitor, nótaszerző, zongorakísérő;
- Kiss Imre (1906–1990) politikus, Makó volt polgármestere
- Kiss Jenő Ferenc (*1959) szobrász;
- Kiss Károly (1930–1998) költő, műfordító, újságíró
- Kléh János (1881–1919) festőművész;
- Kóczé Lajos (1982–) énekes, előadóművész;
- Kocsis Dénes (*1988) színművész, musicalénekes;
- Kocsis György (1963–2007) színművész;
- Kocsis Imre (1940–2015) Munkácsy Mihály-díjas festő- és grafikusművész, egyetemi tanár;
- Kocsis Sándor (1932–2005) Balázs Béla-díjas magyar operatőr;
- Kókai Sándor (*1961) geográfus, egyetemi tanár;
- Kószó Ferenc (*1943) kémikus;
- Kótai Tamás (*1959) festő- és grafikusművész, egyetemi tanár;
- Kovalcsik András (1931–2007) pedagógus, helytörténész, a Balassagyarmati Honismereti Kör elnöke, Balassagyarmat díszpolgára;
- Krenács Tibor (*1956) gyógyszerész, biokémikus, kutató;
- Kristóffy János (1827–1903) székeskáptalan, címzetes kanonok;
- Kristóffy József (1857–1927) politikus, a Fejérváry-kormány belügyminisztere;
- Kristóffy József (1890–1969) jogász, diplomata, volt moszkvai és koppenhágai magyar követ;
- Kubinyi Anna (1949–2015) gobelintervező, textilművész;
- Kucses Károly (1862–1931) középiparos, nagykereskedő, feltaláló;
- Lantos Péter (*1939) orvosprofesszor, akadémikus;
- Lengyel Imre Zsolt (*1986) irodalomkritikus;
- Lengyel Lajos (1904–1978) tipográfus, Gutenberg-díjas könyvművész;
- Lévay Imre (1842–1895) újságíró, piarista rendfőnök;
- Löw Móritz (1841–1900) csillagász;
- Mágori Józsefné (*1952) pedagógus, politikus;
- Magyar F. Zoltán (*1969) színész;
- Major Miklós (1847–1902) Makó polgármestere;
- Makai Emil (1870–1901) költő;
- Marczibányi István (1752–1810), az irodalom és a tudomány mecénása;
- Marosvári Attila (*1961) történész-muzeológus, Makó alpolgármestere;
- Mályusz Elemér (1898–1989) történész, egyetemi tanár, az MTA tagja;
- Méray Judit (1944–2015) orvos, aneszteziológus;
- Mérei F. Tibor (1921–1997) orvos, ideggyógyász, egyetemi tanár;
- Meskó Sándor (1842–1925) főispán;
- Mészáros Kornélia (*1974) kosárlabdázó;
- Mészáros Rezső (*1942) geográfus, egyetemi tanár;
- Mészáros Sándor (*1948) diplomata, nagykövet;
- Mihály Zoltán (1943–2019) agrármérnök, közgazdász, egyetemi tanár, politikus, országgyűlési képviselő;
- Mocsári Bence (*2000) többszörös magyar bajnok paraúszó, paratriatlonista;
- Munkácsy Gyula (1928–2009) filozófiatörténész, egyetemi docens, szaklapszerkesztő;
- Nagel Emil (1817–1892) orvos, sebész, tanár;
- Nagy Alexandra (*1995) labdarúgó;
- Nagy György András (1845-1926) napszámos, jobbágy, parasztvezér;
- Nagy Gyula (1907–1983) szobrász;
- Nagy Róbert (*1966) csellista;
- Nagy Zoltán (1961-) festőművész;
- Nagy Zsolt (*1961) tubaművész;
- Nyéky Mihály (1789–1862) királyi helytartósági tanácsos, színházigazgató;
- Oláh György (1923–1997) színész;
- Oláh Pál (1921–1969) állatorvos, mikrobiológus;
- Páger Antal (1899–1986) Kossuth-díjas színész;
- Palya Bea (*1976) népdalénekes, előadóművész;
- Papp István (*1987) színész;
- Papp Mihály (1875–1915) színész;
- Pigniczki Krisztina (*1975) kézilabdajátékos;
- Plohn József (1869–1944) fotográfus, néprajzi gyűjtő;
- Posonyi Ferenc (1815–1894) Makó polgármestere
- Pulitzer Albert (1851–1909)
- Pulitzer József (1847–1911) magyar származású amerikai újságíró, lapkiadó;
- Rácz István (*1959) fizikus;
- Rója István (*1957) földrajz-testnevelés szakos tanár, volt iskolaigazgató;
- Róna Lajos (1882–1934) újságíró;
- Rosenberger Sándor (1844–1909) aradi főrabbi;
- Rostás Judit (Vámos Lászlóné) (1925–1974) orvos-alezredes, laboratóriumi szakorvos;
- S. Bálint György (1881–1957) országgyűlési képviselő;
- Saitos Gyula (1896–1967) újságíró, József Attila-kutató;
- Sánta Sándor (1941–2023) orvos, politikus, Makó polgármestere és Makó díszpolgára;
- Siket István (*1942)
- Simon Albert (1926–2000) karmester, zenetudós és zenepedagógus;
- Simon István (*1938) építész;
- Sonkodi Sándor (1938–2023) belgyógyász professzor;
- Spergely Béla (1888–1982) gyógyszerész, szakíró;
- Steinhardt Jakab (1818–1885) rabbi;
- Stenger Gizella (1924–2009) pedagógus;
- Streitman Károly (1937–2019) gyermekgyógyász, neonatológus, patológus;
- Sütő József (*1937) magyar atléta, hosszútávfutó, autótechnikus;
- Szabolcsi Gábor (1921–1989) kritikus, irodalomtörténész, szerkesztő;
- Szabó Dénes (1913–1994) nyelvész, egyetemi tanár;
- Szabó Dénes (*1947) zenepedagógus, kórusvezető;
- Szabó Dezső (1882–1966) történész, akadémikus, egyetemi tanár;
- Szabó Ferenc (1875–1963) színész;
- Szabó György (1905-1982) szemészorvos, egyetemi tanár;
- Szabó József (*1940) geográfus;
- Szabó László (1955–2017) kézilabdázó;
- Szakáts Gábor (1892–1937) feltaláló (lángszóró, páncéltörő ágyú);
- Szalai András (*1953) építész, művészettörténész, egyetemi tanár;
- Szalai Emil (1874–1944) ügyvéd, jogi író, műfordító;
- Szalay József (1855–1917) református lelkész;
- Szalma Tamás (*1958) színművész;
- Szászfalvi László (*1961) politikus, országgyűlési képviselő;
- Szekeres István (*1927) grafikusművész, tervezőgrafikus;
- Széll György (1827–1910) Makó polgármestere;
- Széll László (1903–1976) építészmérnök, egyetemi tanár;
- Szendrői Jenő (1913–2000) építész;
- Szentpéteri Csilla (*1965) zongoraművész;
- Szilvásy Nándor (1927–2011) Munkácsy Mihály-díjas festőművész;
- Szirbik Antal (1888–1971) költő;
- Szirbik Imre (*1953) politikus, országgyűlési képviselő, Szentes volt polgármestere;
- Szirbik Miklós (1781–1853) református lelkész, krónikás;
- Szőllősi Antal (1825–1899) református lelkész;
- Szőnyi Imre (1890–1973) országgyűlési képviselő;
- Szundy Jenő (1883–1974) kutató, kertészei szakíró;
- Szűcs Ferenc (1922–1999) katonatiszt, altábornagy;
- Tari János (*1957) dokumentumfilm-rendező;
- Tarnay Ivor (1874–1941) alispán;
- Tatár Rózsa (*1953) író, újságíró, drámaíró;
- Tettamanti A. Károly (1912–1983) Kossuth-díjas műegyetemi tanár;
- Tokaji Géza (1926–1997) jogász, egyetemi tanár;
- Torbágyi Novák József Lajos (1884–1965) polgári iskolai rajztanár, festő, grafikus, éremművész;
- Torma Imre (1893–1954) festőművész;
- Tóth Endre (1912–2002) Amerikába kivándorolt filmrendező;
- Tóth Ferenc (1928–2018) helytörténész, muzeológus a „legmakaibb makai”;
- Tóth Sándor (*1956) politikus, országgyűlési képviselő;
- Török József (1946–2020) egyháztörténész, egyetemi tanár;
- Turi Tímea (*1984) költő, író, újságíró;
- Tury Sándor (1856–1941) kúriai tanácselnök;
- Urbanics Kálmán (1884-1945) országgyűlési képviselő;
- Váczy J. Tamás (1948–2008) grafikus, festő, szobrász;
- Vajda Júlia (*1957) operaénekes, szoprán;
- Varga József (*1935) vegyészmérnök, egyetemi tanár;
- Vári Bertalan (*1973) táncművész, koreográfus;
- Váry Albert (1875–1953) ügyvéd, ügyész, politikus;
- Vásárhelyi Béla (1838–1906) országgyűlési képviselő, vasúti vezérigazgató;
- Vermes Géza (1924–2013) vallástörténész, egyetemi tanár;
- Vezényi Pál (1935–2007) író, kritikus, újságíró, műfordító, esszéíró, etnográfus;
- Virág Mihály (1947–1992) hidrológus, mérnök
- Zimányi Gyula (1879–1953) piarista tartományfőnök, a Kalazantinum igazgatója.

## A városban élnek, éltek

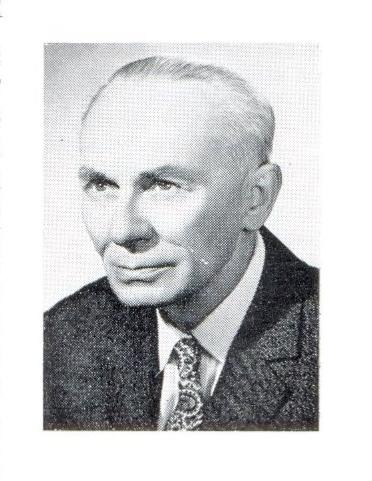
Bálint Alajos

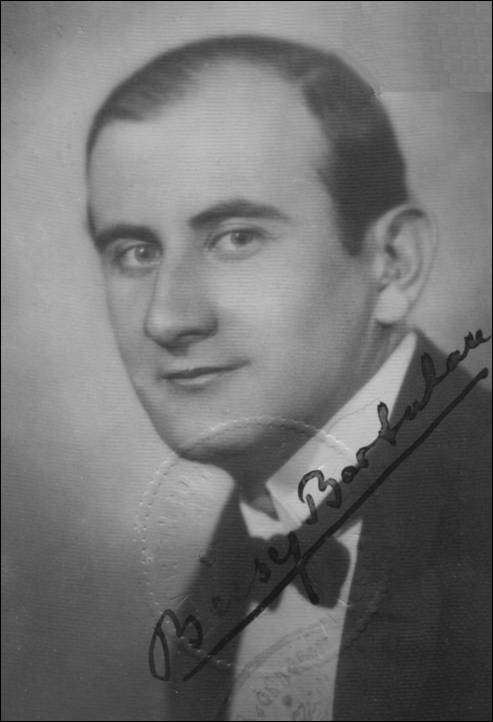
Bécsy Bertalan

Domokos Mátyás

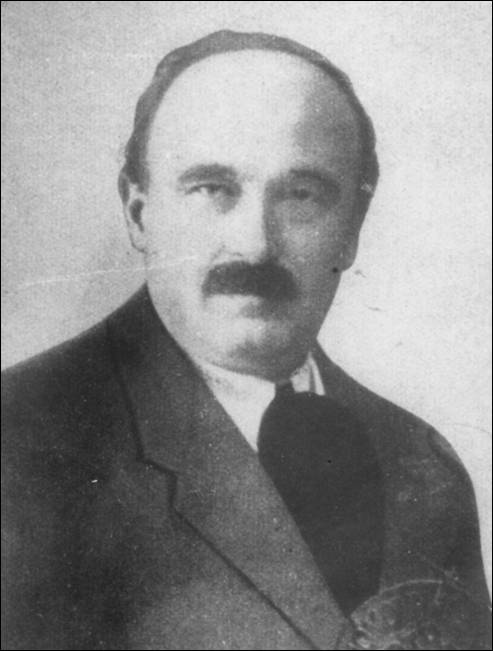
Espersit János

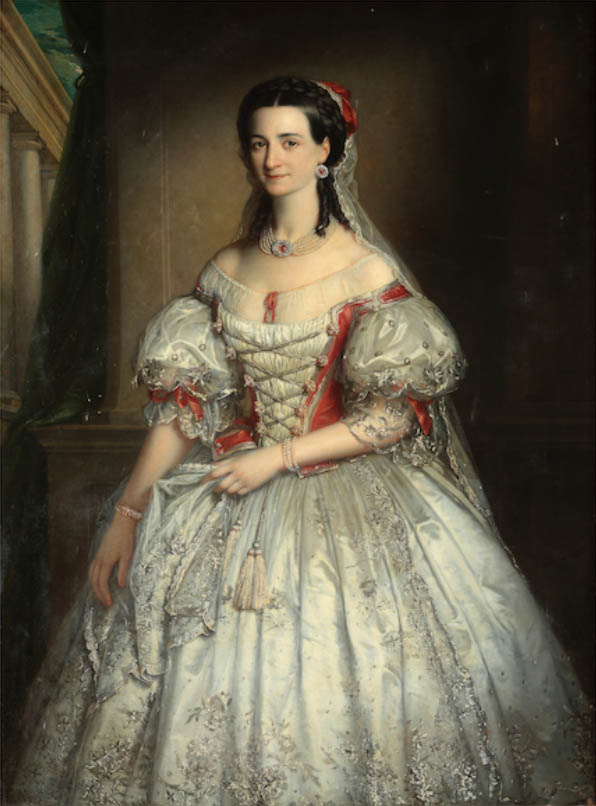
Hollósy Kornélia

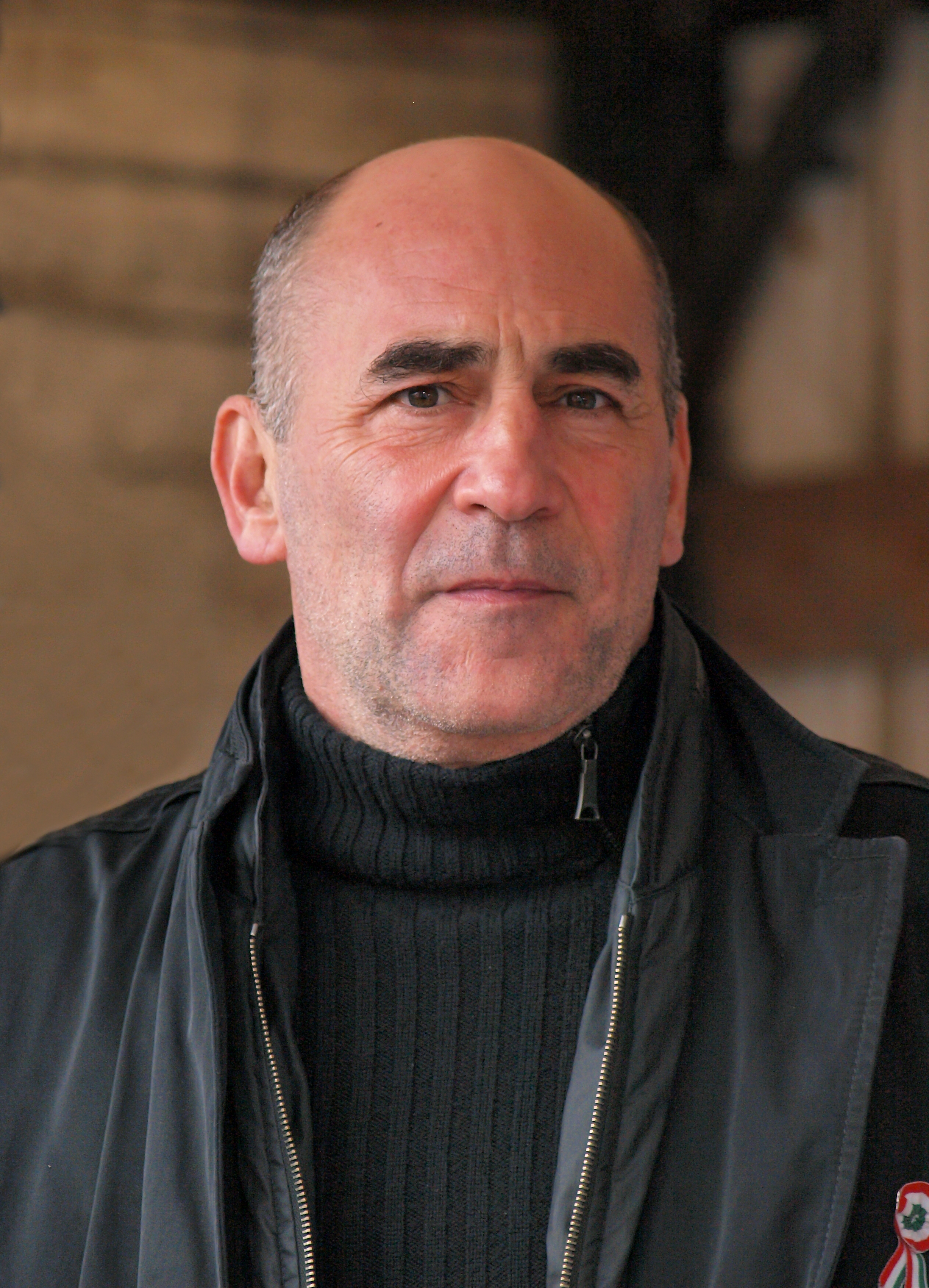
Kulka János

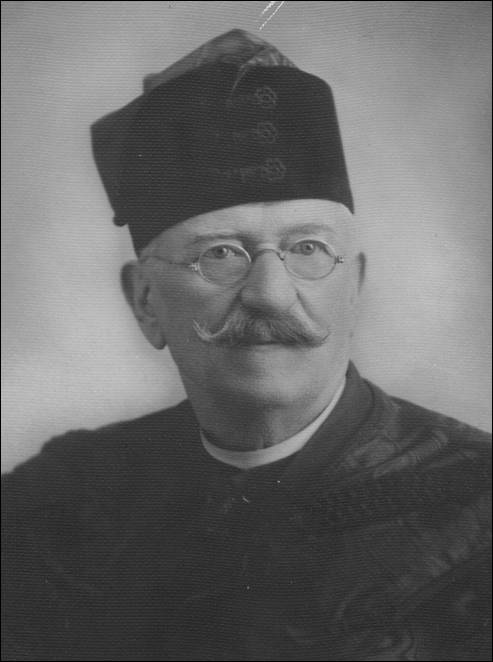
Nagy Károly

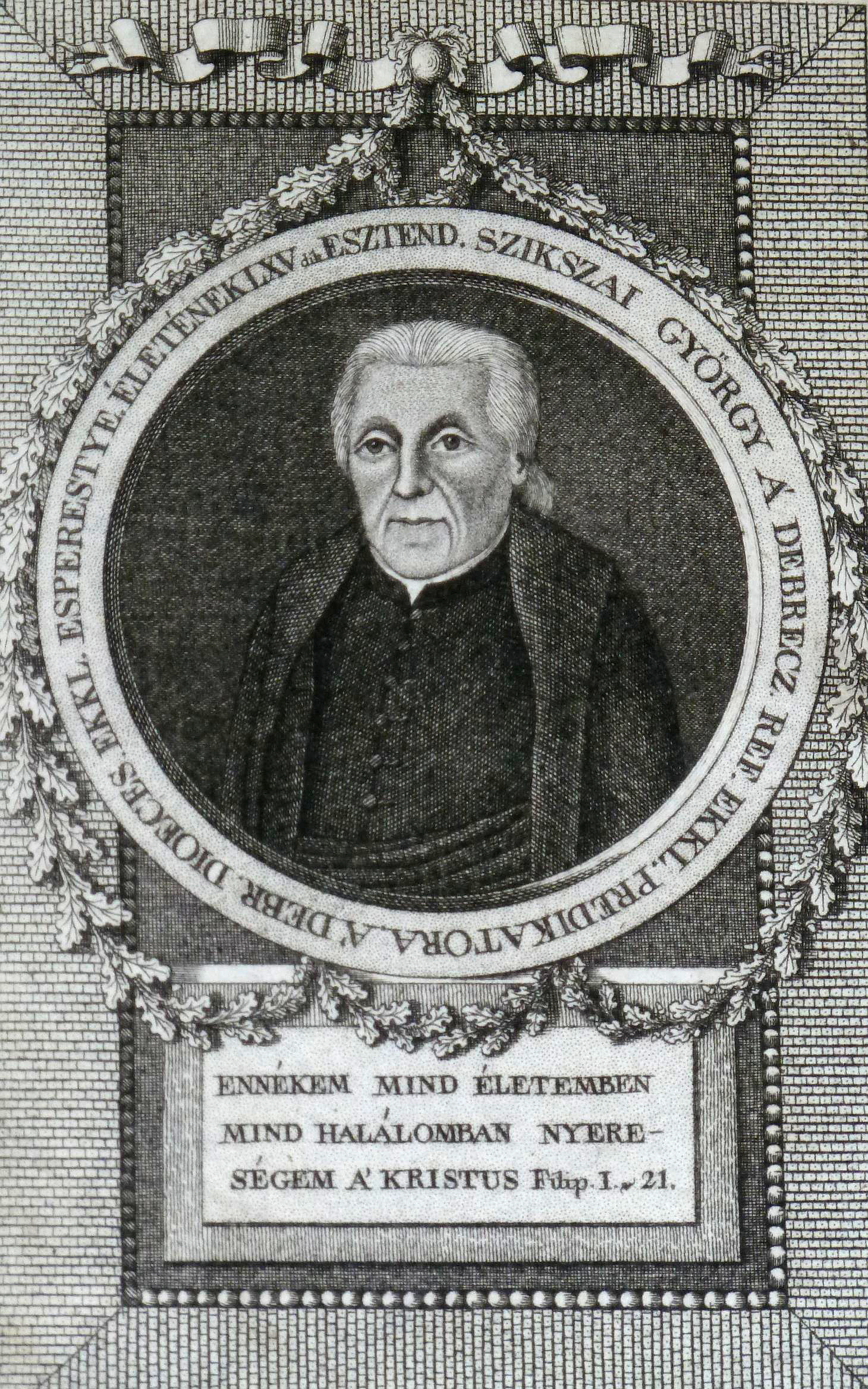
Szikszai György

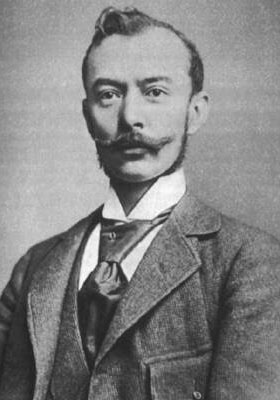
Tömörkény István

- Abaffy Béla (1875–1918) pedagógus, irodalomtörténész;
- Abelles József (19. század) orvos;
- Ábrahám Rafael (1929–2014) grafikusművész;
- Apró Antal (1913–1994) kommunista politikus;
- Bak Ignác Vilmos (1823–1893) teológus, publicista;
- Bak Izrael (1840–1894) rabbi;
- Balázs Dénes (1924–1994) földrajztudós, világutazó;
- Bálint Alajos (1902–1983) régész, múzeumigazgató;
- Banner János (1883–1971) régész, néprajztudós;
- Bánszki Tamás (1892–1971) grafikus, szobrász;
- Bárány Ágoston (1798–1849) ügyvéd, levéltáros;
- Bárány Ignác (1833–1882) iskolaigazgató;
- Barcsay Jenő (1900–1988) festő, grafikus, művésztanár;
- Barna János (1888–1934) genealógus, művelődéstörténész;
- Bauer-Márkfi Herman (1801–1874) hebraista, talmud-tudós, hitközségi jegyző;
- Bécsy Bertalan (1901–1967) Makó polgármestere;
- Benkóczy Zoltán (*1946) színművész;
- Bezdán József (1866–1932) püspöki helynök, pápai prelátus;
- Borotvás Dezső (1844-1897) kórházigazgató, orvos;
- Buday Géza (1882–1956) tanár, író;
- Buzás Lajos (19. század) tanár, költő;
- Buzás László (1907–1993) pedagógus, helytörténész;
- Buzás Péter (*1952) polgármester, országgyűlési képviselő;
- Choma József (1901–1969) festőművész;
- Csécsi Nagy Miklós (1840–1908) egyházi író, egyházmegyei jegyző;
- Cser József (1879–1952) cipész, pártvezető;
- Dávid József (1886–1969) hivatásos katona, címzetes ezredes;
- Dékány Kálmán (1921–1999) író, újságíró;
- Dehény Lajos (1906–1952) festőművész, tanár;
- Dessewffy Sándor (1834–1907) a Csanádi Egyházmegye püspöke;
- Domokos Mátyás (1928–2006) irodalomkritikus, -történész, szerkesztő;
- Dobozy Károly (1817–1860) földbirtokos, zeneszerző;
- Dragon János (1884–1959) országgyűlési képviselő;
- Draskóczy Ede (1860–1935) evangélikus lelkész, esperes, főesperes;
- Draskóczy Ede (1921–2019) ügyvéd;
- Ecsedy Miklós (1754–1803) lelkész, költő;
- Ecsődi Ákos (1902–1983) festőművész, rajztanár;
- Eperjessy Kálmán (1893–1976) történész, levéltáros, főiskolai tanár;
- Espersit János (1879–1931) költő, ügyvéd, újságíró;
- Farkas Antal (1875–1940) újságíró, költő;
- Fazekas Lajos (1913–1998) rendőr, őrnagy, rendőrkapitány;
- Fáy Lóránt (1906–1945) festő, grafikus, szobrász;
- Fischer Enoch (1826–1896) főrabbi;
- Gedeon Alajos (1875–1926) író, tanár;
- Gombos Ferenc Albin (1873–1938) történész, pedagógus, író;
- Gyulay Endre (1930–2024) a Szeged-Csanádi Egyházmegye püspöke;
- Hadik Magda (1914–2004) éremművész, szobrász;
- Havass Géza (1913–2001) plébános, püspöki titkár;
- Hencz Aurél (1913–2000) jogász, könyvtárigazgató, egyetemi tanár;
- Hervay István (1861–1938) alispán;
- Hoffmann János (1870–1954) festőművész, rajztanár;
- Hollósy Kornélia (1827–1890) opera-énekesnő;
- Homonnai Nándor (1880–1927) fotográfus;
- Horváth Mihály (1809–1878) történész, a Csanádi Egyházmegye címzetes püspöke;
- Inczefi Géza (1906–1974) nyelvtudós, főiskolai tanár;
- Istók Margit (1901–1995) zongorapedagógus;
- Jámborné Balog Tünde (*1938) író, festő, pedagógus;
- Janáky Marianna (*1955) író, költő
- József Attila (1905–1937) költő;
- Juhász Gyula (1883–1937) költő;
- Justh Gyula (1850–1917) politikus, országgyűlési képviselő;
- Kassai Vidor (1840–1928) színész
- Kecskeméti Ármin (1874–1944) főrabbi, irodalomtörténész;
- Kelemen László (1762–1814) az első magyar színigazgató;
- Képíró Sándor (1914–2011) csendőr százados;
- Koncsek László (1905–1981) író, újságíró, szerkesztő;
- Kovács Mór (1837–1884) színész, színigazgató;
- Könyves-Kolonics József (1884–1955) ügyvéd, országgyűlési képviselő, polgármester;
- Kristovich Imre (1711–1798) megyéspüspök;
- Kulka János (*1958) színművész;
- László Imre (1896–1975) nótaénekes;
- Latabár Rezső (1888–1943) színművész;
- Lator László (1927–2023) költő, műfordító;
- Martonosi György (*1953) vállalkozó, polgármester, politikus;
- Mendei Árpád (1938–2017) pedagógus, túravezető;
- Meskó János (1805–1892) orvosdoktor, királyi tanácsos, megyei főorvos;
- Nagy István (1873–1937) festőművész;
- Nagy Károly (1858–1942) református lelkész, presbiter, író, költő;
- Nádassy József (1877–1925) színész, színigazgató;
- Nyéki József (1877–1932) nemzetgyűlési képviselő, tanítóképző-intézeti tanár;
- Nyizsnyay Gusztáv (1829–1882) vándorlantos, zeneszerző;
- Ormos Ede (1873–1944) újságíró, történész, szociográfus;
- Pálúr István (1884–1960) író, publicista;
- Panyor Krisztina (*1979) világbajnok triatlonos;
- Pethő János (1898–1973) festőművész;
- Petrovics György (1878–1950) jogász, politikus, országgyűlési képviselő, Makó polgármestere;
- Reizner János (1847–1904) jogász, régész, történész;
- Rohály Ferenc (1904–1982) görögkatolikus kanonok, püspöki tanácsos;
- Sinor Dénes (1916–2011) nyelvész, történész, filológus;
- Solymosi Elek (1847–1914) népszínmű- és operetténekes, színigazgató;
- Soós Károly Attila (*1944) közgazdász, politikus, országgyűlési képviselő;
- Sümeghy Dezső (1882–1957) genealógus, történész, levéltáros;
- Steiner Simon (1856–1924) matematikai és fizikai szakíró;
- Szablik István (1746–1816) áldozópap, tanár;
- Szántó János (1931–2011) festőművész;
- Szamota István (1867–1895) nyelv- és történettudós;
- Szeberényi Lajos (1820–1875) ügyvéd, hírlapíró, teológiai tanár;
- Szekrényessy Margit (1914–2007) nyelvész, germanista, tanár;
- Széll Ákos (1845–1903) ügyvéd, országgyűlési képviselő;
- Szikora György, ifj. (1788–1862) festő;
- Szikszai György (1738–1803) református lelkész, prédikátor;
- Szöllősi Jenő (1893–1946) nyilaskeresztes politikus;
- Szombati-Szabó István (1888–1934) költő, műfordító;
- Takáts Endre (1907–1984) teológus, levéltáros, Baja polgármestere;
- Tatár István (1925-2021) pedagógus, matematikatanár;
- Teleki József (1859–1945) országgyűlési képviselő, főrendiházi tag;
- Tettamanti Béla (1884–1959) filozófus, pszichológus, egyetemi tanár;
- Tisljár Roland (*1976) pszichológus, oktató, kutató;
- Tiszlavicz László (*1956) orvos, patológus, egyetemi tanár, főorvos;
- Tóth Aladár (1903-1976) orr-fül-gégész, főorvos;
- Tóth Károly (1914–1992) orvosprofesszor, egyetemi tanár, a SZOTE rektora, a szegedi fogorvosi iskola alapítója
- Tóth Tibor (1957–2017) színész
- Tömörkény István (1866–1917) író, újságíró, régész;
- Uray Vilmos (1882-1950) kórházigazgató-főorvos, sebész;
- Urbán Gábor (1901–1984) zenetanár, zeneszerző;
- Vajda Viktor (1835–1916) tanár, irodalomtörténész, zenei szakíró;
- Vásárhelyi Kálmán (1891–1919)
- Vén Emil (1902–1984) festőművész;
- Vorhand Mózes (1862–1944) főrabbi;
- Wagner Alajos (1852–1925) bölcseleti doktor, főgimnáziumi igazgató és címzetes főigazgató;
- Waldmann György (1875–1915) tanár, áldozópap;
- Zombori Lajos (1875–1970) asztalos, országgyűlési képviselő;

## Lásd még
- Makó díszpolgárainak listája
- Makó polgármestereinek listája